# Groupe La République en marche
Le groupe Renaissance (RE) fik sit nuværende navn i sidst i juni 2022. Tidligere havde gruppen navnet Groupe La République en marche (dansk: Republikken i bevægelse eller Republikken fremad) er en midterorienteret gruppe i den franske Nationalforsamling. Gruppen blev dannet efter valget i 2017, og dets leder er Richard Ferrand, der kortvarigt var planlægningsminister i maj–juni 2017.

## Gruppens sammensætning i 2017
Gruppen Republikken i bevægelse bestod af 309 af Nationalforsamlingens 577 medlemmer. Dermed har gruppen det absolute flertal.
Gruppens tre mest grønne medlemmer er også medlemmer af det økologiske parti (PÉ) eller af Europe Écologie Les Verts.
Gruppens store flertal har enten ikke været medlem af et parti tidligere, eller de har forladt deres partier.

## Gruppens sammensætning i 2022
Efter valget i 2022 består gruppen af knapt 175 medlemmer, der kommer fra Renaissance, TDP, Agir, Det radikale parti, EC, Horizons, det økologiske parti (PE) og et parti fra Ny Kaledonien samt fra Centrist alliancen. 
Desuden er der politikere fra den uafhængige midte (DVC) og fra det uafhængige højre (DVD).  